# Palmarès des championnats d'Europe de patinage artistique
Les championnats d'Europe de patinage artistique sont organisés chaque année depuis 1891. Il y eut toutefois quelques années où les championnats ne purent avoir lieu : pendant plusieurs années de la Belle Époque (1896, 1897, 1903, 1904) à cause souvent du manque de glace (les championnats étant organisés sur piste naturelle, pendant et juste après la Première Guerre mondiale (de 1915 à 1921) et pendant et juste après la Seconde Guerre mondiale (de 1940 à 1946).
L'édition 2021, initialement prévue du 27 au 30 janvier, à Zagreb (Croatie) est annulée en décembre 2020 par l'ISU, en raison de la pandémie de coronavirus.

## Vainqueurs par discipline
| Date                               | Lieu                                                      | Messieurs                                                         | Dames                                                             | Couples                                                           | Danse                                                             |
| ---------------------------------- | --------------------------------------------------------- | ----------------------------------------------------------------- | ----------------------------------------------------------------- | ----------------------------------------------------------------- | ----------------------------------------------------------------- |
| 1891                               | Hambourg                                                  | Oskar Uhlig                                                       | Pas de championnat avant 1930                                     | Pas de championnat avant 1930                                     | Pas de championnat avant 1954                                     |
| 1892                               | Vienne                                                    | Eduard Engelmann                                                  | -                                                                 | -                                                                 | -                                                                 |
| 1893                               | Berlin                                                    | Eduard Engelmann                                                  | -                                                                 | -                                                                 | -                                                                 |
| 1894                               | Vienne                                                    | Eduard Engelmann                                                  | -                                                                 | -                                                                 | -                                                                 |
| 1895                               | Budapest                                                  | Tibor von Földváry                                                | -                                                                 | -                                                                 | -                                                                 |
| 1896                               | Pas de championnat                                        | Pas de championnat                                                | -                                                                 | -                                                                 | -                                                                 |
| 1897                               | Pas de championnat                                        | Pas de championnat                                                | -                                                                 | -                                                                 | -                                                                 |
| 1898                               | Trondheim                                                 | Ulrich Salchow                                                    | -                                                                 | -                                                                 | -                                                                 |
| 1899                               | Davos                                                     | Ulrich Salchow                                                    | -                                                                 | -                                                                 | -                                                                 |
| 1900                               | Berlin                                                    | Ulrich Salchow                                                    | -                                                                 | -                                                                 | -                                                                 |
| 1901                               | Vienne                                                    | Gustav Hügel                                                      | -                                                                 | -                                                                 | -                                                                 |
| 1902                               | Amsterdam                                                 | Annulé (pas de glace)                                             | -                                                                 | -                                                                 | -                                                                 |
| 1903                               | Amsterdam                                                 | Annulé (pas de glace)                                             | -                                                                 | -                                                                 | -                                                                 |
| 1904                               | Davos                                                     | Ulrich Salchow                                                    | -                                                                 | -                                                                 | -                                                                 |
| 1905                               | Bonn                                                      | Max Bohatsch                                                      | -                                                                 | -                                                                 | -                                                                 |
| 1906                               | Davos                                                     | Ulrich Salchow                                                    | -                                                                 | -                                                                 | -                                                                 |
| 1907                               | Berlin                                                    | Ulrich Salchow                                                    | -                                                                 | -                                                                 | -                                                                 |
| 1908                               | Varsovie                                                  | Ernst Herz                                                        | -                                                                 | -                                                                 | -                                                                 |
| 1909                               | Budapest                                                  | Ulrich Salchow                                                    | -                                                                 | -                                                                 | -                                                                 |
| 1910                               | Berlin                                                    | Ulrich Salchow                                                    | -                                                                 | -                                                                 | -                                                                 |
| 1911                               | Saint-Pétersbourg                                         | Per Thoren                                                        | -                                                                 | -                                                                 | -                                                                 |
| 1912                               | Stockholm                                                 | Gösta Sandahl                                                     | -                                                                 | -                                                                 | -                                                                 |
| 1913                               | Christiania                                               | Ulrich Salchow                                                    | -                                                                 | -                                                                 | -                                                                 |
| 1914                               | Vienne                                                    | Fritz Kachler                                                     | -                                                                 | -                                                                 | -                                                                 |
| 1915 1916 1917 1918 1919 1920 1921 | Pas de championnat à cause de la Première Guerre mondiale | Pas de championnat à cause de la Première Guerre mondiale         | Pas de championnat à cause de la Première Guerre mondiale         | Pas de championnat à cause de la Première Guerre mondiale         | Pas de championnat à cause de la Première Guerre mondiale         |
| 1922                               | Davos                                                     | Willy Böckl                                                       | -                                                                 | -                                                                 | -                                                                 |
| 1923                               | Christiana                                                | Willy Böckl                                                       | -                                                                 | -                                                                 | -                                                                 |
| 1924                               | Davos                                                     | Fritz Kachler                                                     | -                                                                 | -                                                                 | -                                                                 |
| 1925                               | Triberg                                                   | Willy Böckl                                                       | -                                                                 | -                                                                 | -                                                                 |
| 1926                               | Davos                                                     | Willy Böckl                                                       | -                                                                 | -                                                                 | -                                                                 |
| 1927                               | Vienne                                                    | Willy Böckl                                                       | -                                                                 | -                                                                 | -                                                                 |
| 1928                               | Opava                                                     | Willy Böckl                                                       | -                                                                 | -                                                                 | -                                                                 |
| 1929                               | Davos                                                     | Karl Schäfer                                                      | -                                                                 | -                                                                 | -                                                                 |
| 1930                               | Berlin Vienne                                             | Karl Schäfer                                                      | Fritzi Burger                                                     | Olga Orgonista/Sandor Szalay                                      | -                                                                 |
| 1931                               | Vienne Saint-Moritz                                       | Karl Schäfer                                                      | Sonja Henie                                                       | Olga Orgonista/Sandor Szalay                                      | -                                                                 |
| 1932                               | Paris                                                     | Karl Schäfer                                                      | Sonja Henie                                                       | Andrée Brunet/Pierre Brunet                                       | -                                                                 |
| 1933                               | Londres                                                   | Karl Schäfer                                                      | Sonja Henie                                                       | Idi Papez/Karl Zwack                                              | -                                                                 |
| 1934                               | Seefeld Prague                                            | Karl Schäfer                                                      | Sonja Henie                                                       | Emilia Rotter/László Szollás                                      | -                                                                 |
| 1935                               | Saint-Moritz                                              | Karl Schäfer                                                      | Sonja Henie                                                       | Maxi Herber/Ernst Baier                                           | -                                                                 |
| 1936                               | Berlin                                                    | Karl Schäfer                                                      | Sonja Henie                                                       | Maxi Herber/Ernst Baier                                           | -                                                                 |
| 1937                               | Prague                                                    | Felix Kaspar                                                      | Cecilia Colledge                                                  | Maxi Herber/Ernst Baier                                           | -                                                                 |
| 1938                               | Saint-Moritz Opava                                        | Felix Kaspar                                                      | Cecilia Colledge                                                  | Maxi Herber/Ernst Baier                                           | -                                                                 |
| 1939                               | Davos Londres Zakopane                                    | Graham Sharp                                                      | Cecilia Colledge                                                  | Maxi Herber/Ernst Baier                                           | -                                                                 |
| 1940 1941 1942 1943 1944 1945 1946 | Pas de championnat à cause de la Seconde Guerre mondiale  | Pas de championnat à cause de la Seconde Guerre mondiale          | Pas de championnat à cause de la Seconde Guerre mondiale          | Pas de championnat à cause de la Seconde Guerre mondiale          | Pas de championnat à cause de la Seconde Guerre mondiale          |
| 1947                               | Davos                                                     | Hans Gerschwiler                                                  | Barbara Ann Scott                                                 | Micheline Lannoy/Pierre Baugniet                                  | -                                                                 |
| 1948                               | Prague                                                    | Richard Button                                                    | Barbara Ann Scott                                                 | Andrea Kékessy/Ede Király                                         | -                                                                 |
| 1949                               | Milan                                                     | Edi Rada                                                          | Eva Pawlik                                                        | Andrea Kékessy/Ede Király                                         | -                                                                 |
| 1950                               | Oslo                                                      | Ede Király                                                        | Alena Vrzáňová                                                    | Marianne Nagy/Laszlo Nagy                                         | -                                                                 |
| 1951                               | Zurich                                                    | Helmut Seibt                                                      | Jeannette Altwegg                                                 | Ria Baran/Paul Falk                                               | -                                                                 |
| 1952                               | Vienne                                                    | Helmut Seibt                                                      | Jeannette Altwegg                                                 | Ria Baran/Paul Falk                                               | -                                                                 |
| 1953                               | Dortmund                                                  | Carlo Fassi                                                       | Valda Osborn                                                      | Jennifer Nicks/John Nicks                                         | -                                                                 |
| 1954                               | Bolzano                                                   | Carlo Fassi                                                       | Gundi Busch                                                       | Silvia Grandjean/Michel Grandjean                                 | Jean Westwood/Lawrence Demmy                                      |
| 1955                               | Budapest                                                  | Alain Giletti                                                     | Hanna Eigel                                                       | Marianne Nagy/Laszlo Nagy                                         | Jean Westwood/Lawrence Demmy                                      |
| 1956                               | Paris                                                     | Alain Giletti                                                     | Ingrid Wendl                                                      | Elisabeth Schwarz/Kurt Oppelt                                     | Pamela Weight/Paul Thomas                                         |
| 1957                               | Vienne                                                    | Alain Giletti                                                     | Hanna Eigel                                                       | Vera Suchankova/Zdenek Dolezal                                    | June Markham/Courtney Jones                                       |
| 1958                               | Bratislava                                                | Karol Divin                                                       | Ingrid Wendl                                                      | Vera Suchankova/Zdenek Dolezal                                    | June Markham/Courtney Jones                                       |
| 1959                               | Davos                                                     | Karol Divin                                                       | Hanna Walter                                                      | Marika Kilius/Hans-Jürgen Bäumler                                 | Doreen Denny/Courtney Jones                                       |
| 1960                               | Garmisch-Partenkirchen                                    | Alain Giletti                                                     | Sjoukje Dijkstra                                                  | Marika Kilius/Hans-Jürgen Bäumler                                 | Doreen Denny/Courtney Jones                                       |
| 1961                               | Berlin-Ouest                                              | Alain Giletti                                                     | Sjoukje Dijkstra                                                  | Marika Kilius/Hans-Jürgen Bäumler                                 | Doreen Denny/Courtney Jones                                       |
| 1962                               | Genève                                                    | Alain Calmat                                                      | Sjoukje Dijkstra                                                  | Marika Kilius/Hans-Jürgen Bäumler                                 | Christiane Elien/Jean-Paul Guhel                                  |
| 1963                               | Budapest                                                  | Alain Calmat                                                      | Sjoukje Dijkstra                                                  | Marika Kilius/Hans-Jürgen Bäumler                                 | Linda Shearman/Michael Phillips                                   |
| 1964                               | Grenoble                                                  | Alain Calmat                                                      | Sjoukje Dijkstra                                                  | Marika Kilius/Hans-Jürgen Bäumler                                 | Eva Romanova/Pavel Roman                                          |
| 1965                               | Moscou                                                    | Emmerich Danzer                                                   | Regine Heitzer                                                    | Ludmila Belousova/Oleg Protopopov                                 | Eva Romanova/Pavel Roman                                          |
| 1966                               | Bratislava                                                | Emmerich Danzer                                                   | Regine Heitzer                                                    | Ludmila Belousova/Oleg Protopopov                                 | Diane Towler/Bernard Ford                                         |
| 1967                               | Ljubljana                                                 | Emmerich Danzer                                                   | Gabriele Seyfert                                                  | Ludmila Belousova/Oleg Protopopov                                 | Diane Towler/Bernard Ford                                         |
| 1968                               | Västerås                                                  | Emmerich Danzer                                                   | Hana Maskova                                                      | Ludmila Belousova/Oleg Protopopov                                 | Diane Towler/Bernard Ford                                         |
| 1969                               | Garmisch-Partenkirchen                                    | Ondrej Nepela                                                     | Gabriele Seyfert                                                  | Irina Rodnina/Alexeï Oulanov                                      | Diane Towler/Bernard Ford                                         |
| 1970                               | Léningrad                                                 | Ondrej Nepela                                                     | Gabriele Seyfert                                                  | Irina Rodnina/Alexeï Oulanov                                      | Lioudmila Pakhomova/Aleksandr Gorchkov                            |
| 1971                               | Zurich                                                    | Ondrej Nepela                                                     | Beatrix Schuba                                                    | Irina Rodnina/Alexeï Oulanov                                      | Lioudmila Pakhomova/Aleksandr Gorchkov                            |
| 1972                               | Göteborg                                                  | Ondrej Nepela                                                     | Beatrix Schuba                                                    | Irina Rodnina/Alexeï Oulanov                                      | Angelika Buck/Erich Buck                                          |
| 1973                               | Cologne                                                   | Ondrej Nepela                                                     | Christine Errath                                                  | Irina Rodnina/Alexeï Oulanov                                      | Lioudmila Pakhomova/Aleksandr Gorchkov                            |
| 1974                               | Zagreb                                                    | Jan Hoffmann                                                      | Christine Errath                                                  | Irina Rodnina/Aleksandr Zaïtsev                                   | Lioudmila Pakhomova/Aleksandr Gorchkov                            |
| 1975                               | Copenhague                                                | Vladimir Kovalev                                                  | Christine Errath                                                  | Irina Rodnina/Aleksandr Zaïtsev                                   | Lioudmila Pakhomova/Aleksandr Gorchkov                            |
| 1976                               | Genève                                                    | John Curry                                                        | Dianne de Leeuw                                                   | Irina Rodnina/Aleksandr Zaïtsev                                   | Lioudmila Pakhomova/Aleksandr Gorchkov                            |
| 1977                               | Helsinki                                                  | Jan Hoffmann                                                      | Anett Pötzsch                                                     | Irina Rodnina/Aleksandr Zaïtsev                                   | Irina Moïsseïeva/Andrei Minenkov                                  |
| 1978                               | Strasbourg                                                | Jan Hoffmann                                                      | Anett Pötzsch                                                     | Irina Rodnina/Aleksandr Zaïtsev                                   | Irina Moïsseïeva/Andrei Minenkov                                  |
| 1979                               | Zagreb                                                    | Jan Hoffmann                                                      | Anett Pötzsch                                                     | Marina Cherkasova/Sergey Shakray                                  | Natalia Linitchouk/Guennadi Karponossov                           |
| 1980                               | Göteborg                                                  | Robin Cousins                                                     | Anett Pötzsch                                                     | Irina Rodnina/Aleksandr Zaïtsev                                   | Natalia Linitchouk/Guennadi Karponossov                           |
| 1981                               | Innsbrück                                                 | Igor Bobrin                                                       | Denise Biellmann                                                  | Irina Vorobieva/Igor Lisovski                                     | Jayne Torvill/Christopher Dean                                    |
| 1982                               | Lyon                                                      | Norbert Schramm                                                   | Claudia Kristofics-Binder                                         | Sabine Baeß/Tassilo Thierbach                                     | Jayne Torvill/Christopher Dean                                    |
| 1983                               | Dortmund                                                  | Norbert Schramm                                                   | Katarina Witt                                                     | Sabine Baeß/Tassilo Thierbach                                     | Natalia Bestemianova/Andreï Boukine                               |
| 1984                               | Budapest                                                  | Alexander Fadeev                                                  | Katarina Witt                                                     | Ielena Valova/Oleg Vassiliev                                      | Jayne Torvill/Christopher Dean                                    |
| 1985                               | Göteborg                                                  | Jozef Sabovčík                                                    | Katarina Witt                                                     | Ielena Valova/Oleg Vassiliev                                      | Natalia Bestemianova/Andreï Boukine                               |
| 1986                               | Copenhague                                                | Jozef Sabovčík                                                    | Katarina Witt                                                     | Ielena Valova/Oleg Vassiliev                                      | Natalia Bestemianova/Andreï Boukine                               |
| 1987                               | Sarajevo                                                  | Alexander Fadeev                                                  | Katarina Witt                                                     | Larisa Seleznyova/Oleg Makarov                                    | Natalia Bestemianova/Andreï Boukine                               |
| 1988                               | Prague                                                    | Alexander Fadeev                                                  | Katarina Witt                                                     | Ekaterina Gordeeva/Sergueï Grinkov                                | Natalia Bestemianova/Andreï Boukine                               |
| 1989                               | Birmingham                                                | Alexander Fadeev                                                  | Claudia Leistner                                                  | Larisa Seleznyova/Oleg Makarov                                    | Marina Klimova/Sergueï Ponomarenko                                |
| 1990                               | Léningrad                                                 | Viktor Petrenko                                                   | Evelyn Großmann                                                   | Ekaterina Gordeeva/Sergueï Grinkov                                | Marina Klimova/Sergueï Ponomarenko                                |
| 1991                               | Sofia                                                     | Viktor Petrenko                                                   | Surya Bonaly                                                      | Natalia Mishkuteniok/Artur Dmitriev                               | Marina Klimova/Sergueï Ponomarenko                                |
| 1992                               | Lausanne                                                  | Petr Barna                                                        | Surya Bonaly                                                      | Natalia Mishkuteniok/Artur Dmitriev                               | Marina Klimova/Sergueï Ponomarenko                                |
| 1993                               | Helsinki                                                  | Dmytro Dmytrenko                                                  | Surya Bonaly                                                      | Marina Eltsova/Andrei Bushkov                                     | Maïa Oussova/Alexandre Jouline                                    |
| 1994                               | Copenhague                                                | Viktor Petrenko                                                   | Surya Bonaly                                                      | Ekaterina Gordeeva/Sergueï Grinkov                                | Jayne Torvill/Christopher Dean                                    |
| 1995                               | Dortmund                                                  | Ilia Kulik                                                        | Surya Bonaly                                                      | Mandy Wötzel/Ingo Steuer                                          | Susanna Rahkamo/Petri Kokko                                       |
| 1996                               | Sofia                                                     | Vyacheslav Zahorodnyuk                                            | Irina Sloutskaïa                                                  | Oksana Kazakova/Artur Dmitriev                                    | Oksana Grichtchouk / Ievgueni Platov                              |
| 1997                               | Paris                                                     | Aleksey Urmanov                                                   | Irina Sloutskaïa                                                  | Marina Eltsova/Andrei Bushkov                                     | Oksana Grichtchouk / Ievgueni Platov                              |
| 1998                               | Milan                                                     | Aleksey Yagudin                                                   | Maria Butyrskaya                                                  | Elena Berejnaïa/Anton Sikharulidze                                | Oksana Grichtchouk / Ievgueni Platov                              |
| 1999                               | Prague                                                    | Aleksey Yagudin                                                   | Maria Butyrskaya                                                  | Maria Petrova/Aleksey Tikhonov                                    | Anzhelika Krylova/Oleg Ovsiannikov                                |
| 2000                               | Vienne                                                    | Evgeni Plushenko                                                  | Irina Sloutskaïa                                                  | Maria Petrova/Aleksey Tikhonov                                    | Marina Anissina/Gwendal Peizerat                                  |
| 2001                               | Bratislava                                                | Evgeni Plushenko                                                  | Irina Sloutskaïa                                                  | Elena Berejnaïa/Anton Sikharulidze                                | Barbara Fusar Poli/Maurizio Margaglio                             |
| 2002                               | Lausanne                                                  | Aleksey Yagudin                                                   | Maria Butyrskaya                                                  | Tatiana Totmianina/Maksim Marinin                                 | Marina Anissina/Gwendal Peizerat                                  |
| 2003                               | Malmö                                                     | Evgeni Plushenko                                                  | Irina Sloutskaïa                                                  | Tatiana Totmianina/Maksim Marinin                                 | Irina Lobatcheva/Ilia Averboukh                                   |
| 2004                               | Budapest                                                  | Brian Joubert                                                     | Julia Sebestyen                                                   | Tatiana Totmianina/Maksim Marinin                                 | Tatiana Navka/Roman Kostomarov                                    |
| 2005                               | Turin                                                     | Evgeni Plushenko                                                  | Irina Sloutskaïa                                                  | Tatiana Totmianina/Maksim Marinin                                 | Tatiana Navka/Roman Kostomarov                                    |
| 2006                               | Lyon                                                      | Evgeni Plushenko                                                  | Irina Sloutskaïa                                                  | Tatiana Totmianina/Maksim Marinin                                 | Tatiana Navka/Roman Kostomarov                                    |
| 2007                               | Varsovie                                                  | Brian Joubert                                                     | Carolina Kostner                                                  | Aljona Savchenko/Robin Szolkowy                                   | Isabelle Delobel/Olivier Schoenfelder                             |
| 2008                               | Zagreb                                                    | Tomáš Verner                                                      | Carolina Kostner                                                  | Aljona Savchenko/Robin Szolkowy                                   | Oksana Domnina/Maksim Chabaline                                   |
| 2009                               | Helsinki                                                  | Brian Joubert                                                     | Laura Lepistö                                                     | Aljona Savchenko/Robin Szolkowy                                   | Jana Khokhlova/Sergey Novitski                                    |
| 2010                               | Tallinn                                                   | Evgeni Plushenko                                                  | Carolina Kostner                                                  | Yuko Kavaguti/Alexandre Smirnov                                   | Oksana Domnina/Maksim Chabaline                                   |
| 2011                               | Berne                                                     | Florent Amodio                                                    | Sarah Meier                                                       | Aljona Savchenko/Robin Szolkowy                                   | Nathalie Péchalat/Fabian Bourzat                                  |
| 2012                               | Sheffield                                                 | Evgeni Plushenko                                                  | Carolina Kostner                                                  | Tatiana Volosozhar/Maksim Trankov                                 | Nathalie Péchalat/Fabian Bourzat                                  |
| 2013                               | Zagreb                                                    | Javier Fernández                                                  | Carolina Kostner                                                  | Tatiana Volosozhar/Maksim Trankov                                 | Ekaterina Bobrova/Dmitri Soloviev                                 |
| 2014                               | Budapest                                                  | Javier Fernández                                                  | Ioulia Lipnitskaïa                                                | Tatiana Volosozhar/Maksim Trankov                                 | Anna Cappellini/Luca Lanotte                                      |
| 2015                               | Stockholm                                                 | Javier Fernández                                                  | Elizaveta Tuktamysheva                                            | Yuko Kavaguti/Alexandre Smirnov                                   | Gabriella Papadakis/Guillaume Cizeron                             |
| 2016                               | Bratislava                                                | Javier Fernández                                                  | Ievguenia Medvedeva                                               | Tatiana Volosozhar/Maksim Trankov                                 | Gabriella Papadakis/Guillaume Cizeron                             |
| 2017                               | Ostrava                                                   | Javier Fernández                                                  | Ievguenia Medvedeva                                               | Evgenia Tarasova / Vladimir Morozov                               | Gabriella Papadakis/Guillaume Cizeron                             |
| 2018                               | Moscou                                                    | Javier Fernández                                                  | Alina Zagitova                                                    | Evgenia Tarasova / Vladimir Morozov                               | Gabriella Papadakis/Guillaume Cizeron                             |
| 2019                               | Minsk                                                     | Javier Fernández                                                  | Sofia Samodurova                                                  | Vanessa James/Morgan Ciprès                                       | Gabriella Papadakis/Guillaume Cizeron                             |
| 2020                               | Graz                                                      | Dmitri Aliev                                                      | Aliona Kostornaïa                                                 | Aleksandra Boikova/Dmitrii Kozlovskii                             | Victoria Sinitsina/Nikita Katsalapov                              |
| 2021                               | Zagreb                                                    | Annulation des championnats à la suite de la pandémie de Covid-19 | Annulation des championnats à la suite de la pandémie de Covid-19 | Annulation des championnats à la suite de la pandémie de Covid-19 | Annulation des championnats à la suite de la pandémie de Covid-19 |
| 2022                               | Tallinn                                                   | Mark Kondratiuk                                                   | Anna Chtcherbakova                                                | Anastasia Mishina / Aleksandr Galliamov                           | Victoria Sinitsina/Nikita Katsalapov                              |
| 2023                               | Espoo                                                     | Adam Siao Him Fa                                                  | Anastasia Gubanova                                                | Sara Conti / Niccolò Macii                                        | Charlène Guignard / Marco Fabbri                                  |
| 2024                               | Kaunas                                                    | Adam Siao Him Fa                                                  | Loena Hendrickx                                                   | Lucrezia Beccari / Matteo Guarise                                 | Charlène Guignard / Marco Fabbri                                  |
| 2025                               | Tallinn                                                   | Lukas Britschgi                                                   | Niina Petrokina                                                   | Minerva Fabienne Hase / Nikita Volodin                            | Charlène Guignard / Marco Fabbri                                  |
| 2026                               | Sheffield                                                 |                                                                   |                                                                   |                                                                   |                                                                   |
| 2027                               | Lausanne                                                  |                                                                   |                                                                   |                                                                   |                                                                   |

## Records
Les records sont ici pour les champions ayant été au moins 5 fois champion d'Europe.

### Messieurs
| Patineurs        | Pays            | Nombre de titres | Années                                               |
| ---------------- | --------------- | ---------------- | ---------------------------------------------------- |
| Ulrich Salchow   | Suède           | 9                | 1898, 1899, 1900, 1904, 1906, 1907, 1909, 1910, 1913 |
| Karl Schäfer     | Autriche        | 8                | 1929, 1930, 1931, 1932, 1933, 1934, 1935, 1936       |
| Evgeni Plushenko | Russie          | 7                | 2000, 2001, 2003, 2005, 2006, 2010, 2012             |
| Javier Fernández | Espagne         | 7                | 2013, 2014, 2015, 2016, 2017, 2018, 2019             |
| Willy Böckl      | Autriche        | 6                | 1922, 1923, 1925, 1926, 1927, 1928                   |
| Alain Giletti    | France          | 5                | 1955, 1956, 1957, 1960, 1961                         |
| Ondrej Nepela    | Tchécoslovaquie | 5                | 1969, 1970, 1971, 1972, 1973                         |

### Dames
| Patineuses       | Pays               | Nombre de titres | Années                                   |
| ---------------- | ------------------ | ---------------- | ---------------------------------------- |
| Irina Sloutskaïa | Russie             | 7                | 1996, 1997, 2000, 2001, 2003, 2005, 2006 |
| Sonja Henie      | Norvège            | 6                | 1931, 1932, 1933, 1934, 1935, 1936       |
| Katarina Witt    | Allemagne de l'Est | 6                | 1983, 1984, 1985, 1986, 1987, 1988       |
| Sjoukje Dijkstra | Pays-Bas           | 5                | 1960, 1961, 1962, 1963, 1964             |
| Surya Bonaly     | France             | 5                | 1991, 1992, 1993, 1994, 1995             |
| Carolina Kostner | Italie             | 5                | 2007, 2008, 2010, 2012, 2013             |

### Couples
| Patineurs                            | Pays             | Nombre de titres | Années |
| ------------------------------------ | ---------------- | ---------------- | --- |
| Irina Rodnina                        | Union soviétique | 11               | Avec 2 partenaires : Alexeï Oulanov (1969, 1970, 1971, 1972, 1973) et Aleksandr Zaïtsev (1974, 1975, 1976, 1977, 1978, 1980) |
| Marika Kilius et Hans-Jürgen Bäumler | Allemagne        | 6                | 1959, 1960, 1961, 1962, 1963, 1964                                                                                           |
| Maxi Herber et Ernst Baier           | Allemagne        | 5                | 1935, 1936, 1937, 1938, 1939                                                                                                 |
| Tatiana Totmianina et Maksim Marinin | Russie           | 5                | 2002, 2003, 2004, 2005, 2006                                                                                                 |

### Danse sur glace
| Patineurs                                 | Pays             | Nombre de titres | Années                                                                            |
| ----------------------------------------- | ---------------- | ---------------- | --------------------------------------------------------------------------------- |
| Lioudmila Pakhomova et Aleksandr Gorchkov | Union soviétique | 6                | 1970, 1971, 1973, 1974, 1975, 1976                                                |
| Courtney Jones                            | Royaume-Uni      | 5                | Avec 2 partenaires : June Markham (1957, 1958) et Doreen Denny (1959, 1960, 1961) |
| Natalia Bestemianova et Andreï Boukine    | Union soviétique | 5                | 1983, 1985, 1986, 1987, 1988                                                      |
| Gabriella Papadakis et Guillaume Cizeron  | France           | 5                | 2015, 2016, 2017, 2018, 2019                                                      |

## Tableaux des médailles

### Messieurs
| Rang | Nation             | Or | Argent | Bronze | Total |
| ---- | ------------------ | -- | ------ | ------ | ----- |
| 1    | Autriche           | 31 | 17     | 21     | 69    |
| 2    | France             | 12 | 16     | 10     | 38    |
| 3    | Russie             | 12 | 14     | 9      | 35    |
| 4    | Suède              | 11 | 1      | 4      | 16    |
| 5    | Tchécoslovaquie    | 10 | 7      | 8      | 25    |
| 6    | Union soviétique   | 8  | 12     | 10     | 30    |
| 7    | Allemagne de l'Est | 4  | 1      | 3      | 8     |
| 8    | Allemagne          | 3  | 14     | 15     | 32    |
| 9    | Royaume-Uni        | 3  | 7      | 7      | 17    |
| 10   | Ukraine            | 3  | 2      | 3      | 8     |
| 11   | Espagne            | 3  | 0      | 0      | 2     |
| 12   | Hongrie            | 2  | 4      | 3      | 9     |
| 13   | Italie             | 2  | 2      | 2      | 6     |
| 14   | Suisse             | 1  | 5      | 1      | 7     |
| 15   | Tchéquie           | 1  | 1      | 2      | 4     |
| 16   | États-Unis         | 1  | 0      | 0      | 1     |
| 17   | Norvège            | 0  | 3      | 3      | 6     |
| 18   | Pologne            | 0  | 1      | 1      | 2     |
| 19   | Belgique           | 0  | 0      | 3      | 3     |
| 20   | Finlande           | 0  | 0      | 2      | 2     |

### Dames
| Rang | Nation             | Or | Argent | Bronze | Total |
| ---- | ------------------ | -- | ------ | ------ | ----- |
| 1    | Allemagne de l'Est | 17 | 4      | 3      | 24    |
| 2    | Autriche           | 12 | 13     | 10     | 35    |
| 3    | Russie             | 12 | 11     | 9      | 32    |
| 4    | Royaume-Uni        | 6  | 11     | 11     | 28    |
| 5    | Pays-Bas           | 6  | 3      | 3      | 12    |
| 6    | Norvège            | 6  | 0      | 0      | 6     |
| 7    | France             | 5  | 4      | 4      | 13    |
| 8    | Italie             | 5  | 3      | 5      | 13    |
| 9    | Allemagne          | 2  | 8      | 8      | 18    |
| 10   | Tchécoslovaquie    | 2  | 3      | 3      | 8     |
| 11   | Suisse             | 2  | 2      | 2      | 6     |
| 12   | Canada             | 2  | 0      | 0      | 2     |
| 13   | Finlande           | 1  | 3      | 4      | 8     |
| 14   | Hongrie            | 1  | 2      | 3      | 6     |
| 15   | Union soviétique   | 0  | 7      | 6      | 13    |
| 16   | Ukraine            | 0  | 3      | 3      | 6     |
| 17   | États-Unis         | 0  | 1      | 1      | 2     |
| 18   | Yougoslavie        | 0  | 1      | 0      | 1     |
| 19   | Suède              | 0  | 0      | 2      | 2     |
| 20   | Géorgie            | 1  | 0      | 2      | 2     |

### Couples
| Rang | Nation             | Or | Argent | Bronze | Total |
| ---- | ------------------ | -- | ------ | ------ | ----- |
| 1    | Union soviétique   | 25 | 25     | 16     | 66    |
| 2    | Russie             | 19 | 13     | 16     | 48    |
| 3    | Allemagne          | 18 | 10     | 9      | 37    |
| 4    | Hongrie            | 7  | 6      | 4      | 17    |
| 5    | Autriche           | 2  | 7      | 6      | 15    |
| 6    | Allemagne de l'Est | 2  | 5      | 12     | 19    |
| 7    | Tchécoslovaquie    | 2  | 2      | 1      | 5     |
| 8    | Royaume-Uni        | 1  | 3      | 5      | 9     |
| 9    | Suisse             | 1  | 3      | 0      | 4     |
| 10   | France             | 2  | 2      | 5      | 9     |
| 11   | Belgique           | 1  | 0      | 1      | 2     |
| 12   | Pologne            | 0  | 2      | 3      | 5     |
| 13   | Tchéquie           | 0  | 1      | 0      | 1     |
| 14   | Italie             | 0  | 0      | 1      | 1     |

### Danse sur glace
| Rang | Nation           | Or | Argent | Bronze | Total |
| ---- | ---------------- | -- | ------ | ------ | ----- |
| 1    | Union soviétique | 18 | 13     | 15     | 46    |
| 2    | Royaume-Uni      | 17 | 15     | 18     | 50    |
| 3    | Russie           | 15 | 15     | 16     | 46    |
| 4    | France           | 11 | 7      | 7      | 25    |
| 5    | Italie           | 2  | 7      | 2      | 11    |
| 6    | Tchécoslovaquie  | 2  | 1      | 2      | 5     |
| 7    | Allemagne        | 1  | 3      | 1      | 5     |
| 8    | Finlande         | 1  | 0      | 1      | 2     |
| 9    | Hongrie          | 0  | 2      | 2      | 4     |
| 9    | Ukraine          | 0  | 1      | 2      | 3     |
| 11   | Bulgarie         | 0  | 2      | 1      | 3     |
| 12   | Lituanie         | 0  | 0      | 2      | 2     |

### Totaux
| Rang | Nation             | Or | Argent | Bronze | Total |
| ---- | ------------------ | -- | ------ | ------ | ----- |
| 1    | Russie             | 57 | 50     | 45     | 152   |
| 2    | Union soviétique   | 51 | 58     | 46     | 155   |
| 3    | Autriche           | 45 | 37     | 37     | 119   |
| 4    | Royaume-Uni        | 27 | 36     | 41     | 104   |
| 5    | France             | 30 | 29     | 26     | 85    |
| 6    | Allemagne          | 24 | 35     | 33     | 92    |
| 7    | Allemagne de l'Est | 23 | 10     | 18     | 51    |
| 8    | Tchécoslovaquie    | 16 | 13     | 14     | 43    |
| 9    | Suède              | 11 | 1      | 6      | 18    |
| 10   | Hongrie            | 10 | 14     | 12     | 36    |
| 11   | Italie             | 9  | 10     | 9      | 28    |
| 12   | Pays-Bas           | 6  | 3      | 3      | 12    |
| 12   | Norvège            | 6  | 3      | 3      | 12    |
| 14   | Suisse             | 4  | 10     | 3      | 17    |
| 15   | Ukraine            | 3  | 7      | 8      | 18    |
| 16   | Espagne            | 3  | 0      | 0      | 3     |
| 17   | Finlande           | 2  | 3      | 7      | 12    |
| 18   | Canada             | 2  | 0      | 0      | 2     |
| 19   | Tchéquie           | 1  | 2      | 2      | 5     |
| 20   | États-Unis         | 1  | 1      | 1      | 3     |
| 21   | Belgique           | 1  | 0      | 4      | 5     |
| 22   | Pologne            | 0  | 3      | 4      | 7     |
| 23   | Bulgarie           | 0  | 2      | 1      | 3     |
| 24   | Yougoslavie        | 0  | 1      | 0      | 1     |
| 25   | Géorgie            | 0  | 0      | 2      | 2     |
| 25   | Lituanie           | 0  | 0      | 2      | 2     |